# Christkönig (Cochstedt)

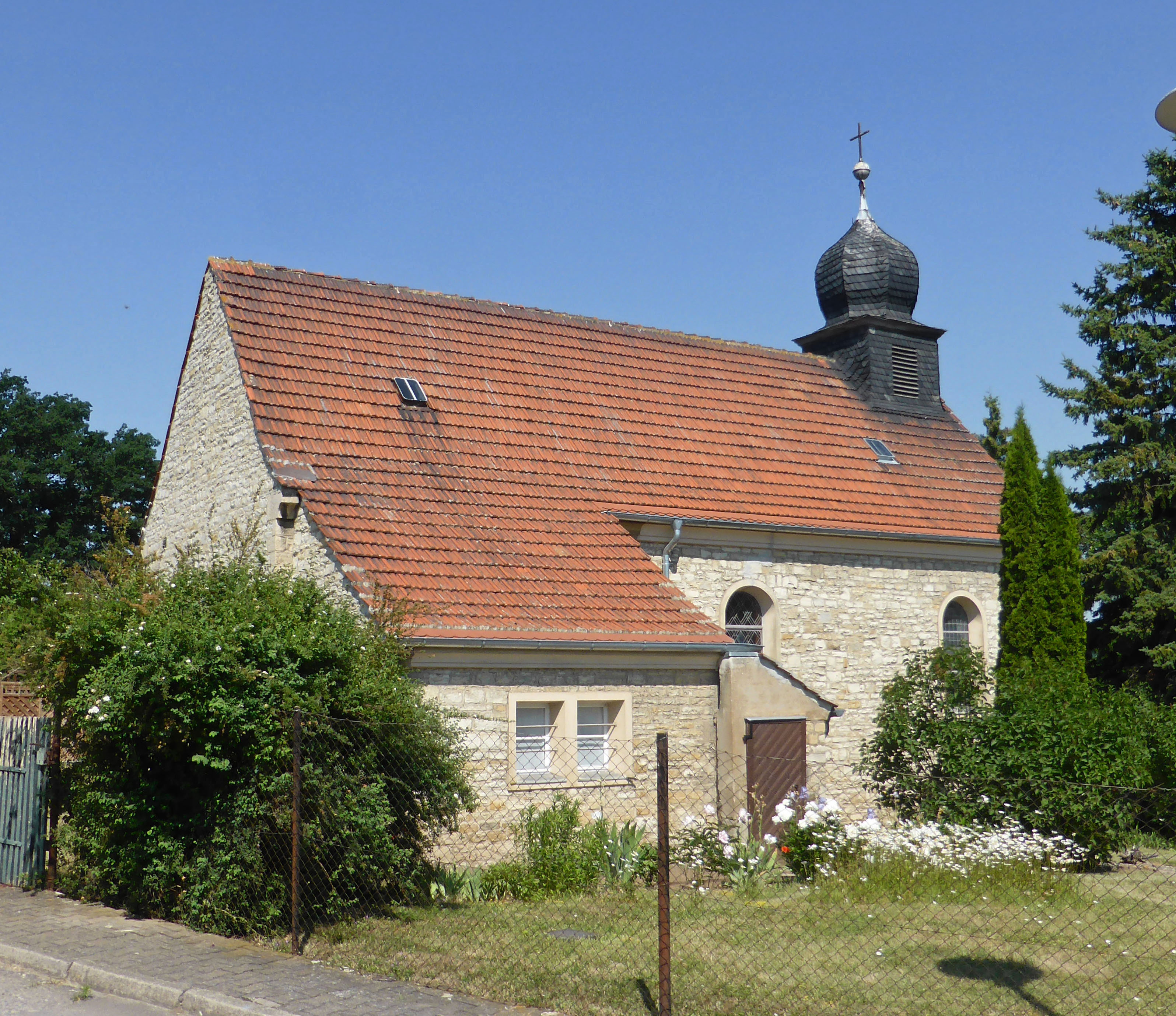
Ehemalige Christkönig-Kirche (2021)

Christkönig war die katholische Kirche in Cochstedt, einem Ortsteil der Stadt und Einheitsgemeinde Hecklingen im Salzlandkreis in Sachsen-Anhalt.
Die 1938 erbaute Kirche hat die Adresse Lindenstraße 20 und ist im Denkmalverzeichnis des Landes Sachsen-Anhalt unter der Erfassungsnummer 094 16473 als Baudenkmal verzeichnet.
Am 9. März 2014 fand in der Kirche der letzte Gottesdienst und die Profanierung statt, am 25. September 2014 wurde das Grundstück mit dem Kirchengebäude im Zuge einer Auktion an eine Privatperson versteigert. Zuletzt gehörte die Kirche zur Pfarrei St. Marien Staßfurt-Egeln, im Dekanat Egeln des Bistums Magdeburg.
Die nächstgelegene katholische Kirche ist heute die St.-Marien-Kirche in Egeln in rund zehn Kilometer Entfernung.